# Mielniki (rejon żabinecki)
Mielniki (biał. Мельнікі; ros. Мельники) – chutor na Białorusi, w obwodzie brzeskim, w rejonie żabineckim, w sielsowiecie Oziaty.
Dawniej folwark majątku Oziaty. W dwudziestoleciu międzywojennym leżał w Polsce, w województwie poleskim, w powiecie kobryńskim.